# Corridinho
O corridinho era bailado com os pares sempre agarrados, formando uma roda, as mulheres por fora e os rapazes por dentro. Ao girar da roda, os pares evoluem, portanto, de lado. A certa altura, «quando a música repica», «o bailho é rebatido», isto é, os pés batem no chão com mais vigor, parando a roda, para prosseguir logo de seguida. Mais adiante, os pares agarrados giravam no mesmo lugar( ou seja, faziam a escovinha), após o que a roda de novo retoma a sua evolução, normalmente para o lado direito, embora houvesse exceções. Esta dança é particularmente portuguesa e a zona onde se dança mais é no Algarve.